# Lăpușnicel

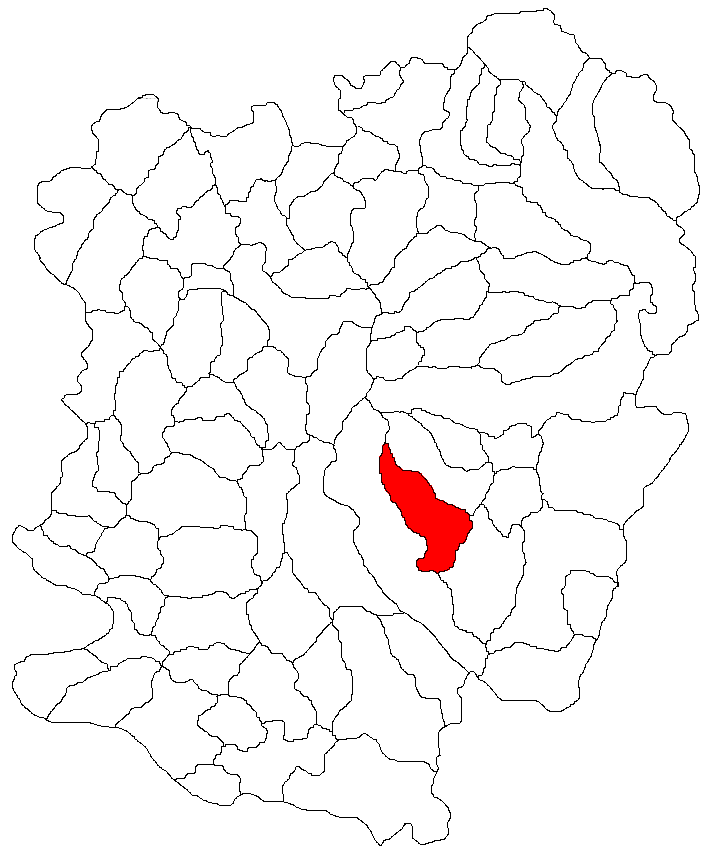
Lage der Gemeinde Lăpușnicel im Kreis Caraș-Severin

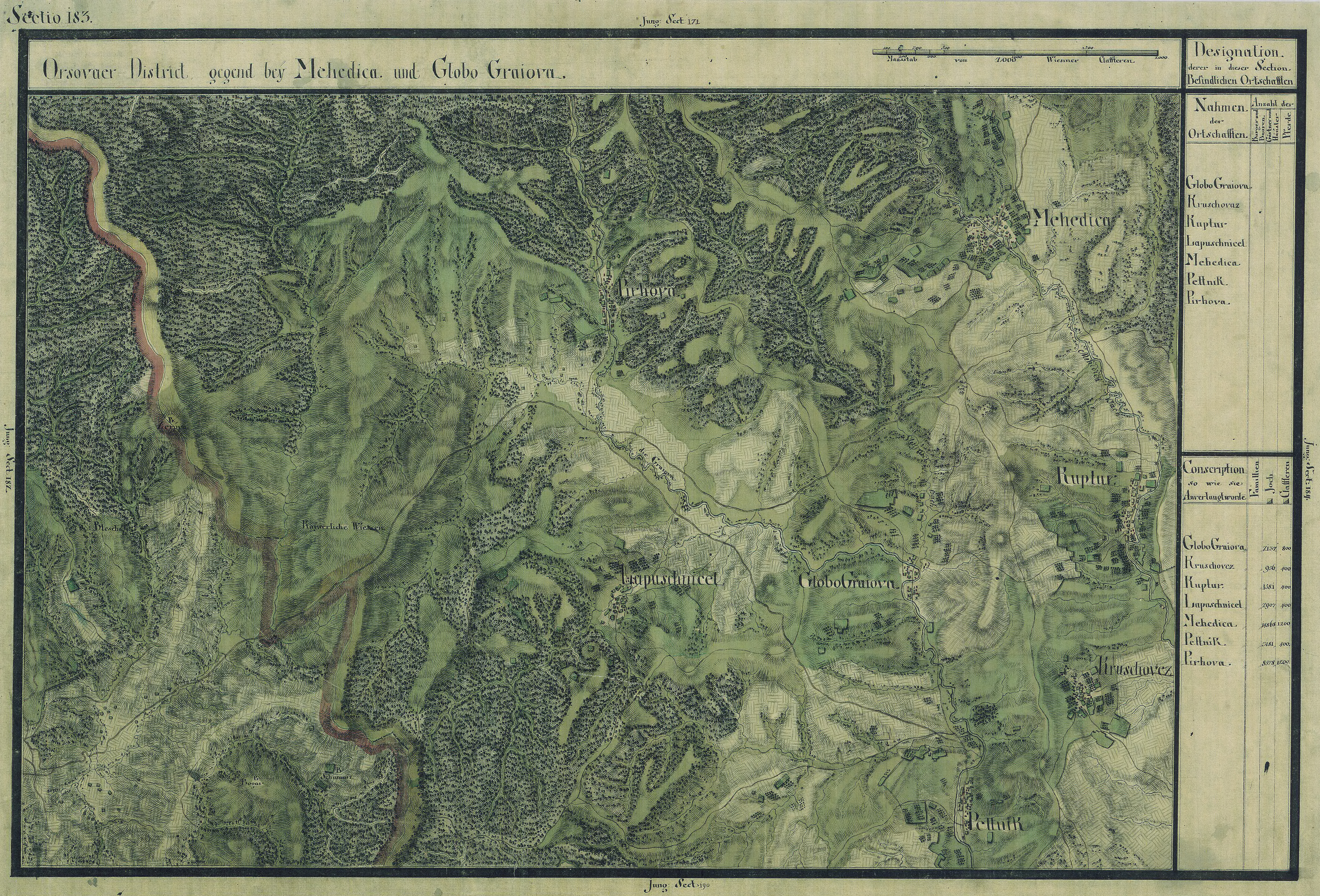
Lăpușnicel auf der Josephinischen Landaufnahme

Lăpușnicel (deutsch Lapuschnizel, ungarisch Kislaposnok) ist eine Gemeinde im Kreis Caraș-Severin, in der Region Banat, im Südwesten Rumäniens. Zu der Gemeinde Lăpușnicel gehören auch die Dörfer Pârvova und Șumițal.

## Geografische Lage
Lăpușnicel liegt im Kreis Caraș-Severin, 72 km südlich von Caransebeș und 36 km nördlich von Băile Herculane.

## Nachbarorte
| Pârvova        | Mehadica                                    | Globu Craiovei |
| Borlovenii Noi | Kompassrose, die auf Nachbargemeinden zeigt | Petnic         |
| Șumița         | Cheile Rudăriei                             | Iablanița      |

## Geschichte
Im Laufe der Jahrhunderte traten verschiedene Schreibweisen des Ortsnamens in Erscheinung: 1603 Kis Lapusnik, Lapusniczel,  1774 Lapusnicza, 1808 Lapuschnicsel 1888 Lapusnicsel, 1913 Kislaposnok,  1919 Lăpușnicel
Auf der Josephinischen Landaufnahme von 1717 ist Lapuschnicel eingetragen. Nach dem Frieden von Passarowitz (1718) war die Ortschaft Teil der Habsburger Krondomäne Temescher Banat.
Der Vertrag von Trianon am 4. Juni 1920 hatte die Dreiteilung des Banats zur Folge, wodurch Lăpușnicel an das Königreich Rumänien fiel.
Unweit von Lăpușnicel, an der Stelle die „Cetate“ genannt wird, wurden 1946 Mauerreste einer antiken römischen Festung entdeckt. Die archäologischen Ausgrabungen wurden 1975–1978 wieder aufgenommen, wobei Festungsmauern auf einem Areal von 60 mal 65 Metern freigelegt wurden.

## Bevölkerungsentwicklung
| 1880 | 2.102 | 1.793 | 1  | 4 | 304            |
| 1910 | 2.634 | 2.133 | 36 | 5 | 460            |
| 1930 | 2.542 | 2.048 | 10 | - | 484            |
| 1977 | 2.145 | 1.825 | 2  | 1 | 317            |
| 2002 | 1.320 | 1.177 | 1  | - | 142            |
| 2021 | 771   | 657   | -  | - | 56 (58 andere) |